# The Metronome All-Stars
The Metronome All-Stars was een Amerikaanse jazzformatie van de swing resp. de modern jazz.

## Geschiedenis
Het tijdschrift Metronome behoorde tijdens de jaren 1940 naast Down Beat en Esquire tot de vooraanstaande jazztijdschriften in de Verenigde Staten. Uitgevers waren George T. Simon en Barry Ulanov. Tussen 1939 en 1961 vonden jaarlijkse lezersenquêtes (polls) plaats. Uit de winnaars van de respectievelijke instrument-categorieën werden in 1939-1942, 1946-1948, 1949-1951, 1953 en nog eens in 1956 telkens All-Star-formaties samengesteld, die tijdens sessies meestal twee plaatkanten opnamen. De vroege winnaars waren eerst swing-georiënteerde muzikanten, de latere winnaars bestonden deels uit de bekende muzikanten van de bop en cooljazz, zoals Dizzy Gillespie, Miles Davis, Charlie Parker, Stan Getz en Lennie Tristano.

## Bezettingen
- All Star Band 1939: met Bunny Berigan, Sonny Dunham, Charlie Spivak, Harry James, Tommy Dorsey, Jack Teagarden, Benny Goodman, Hymie Schertzer, Eddie Miller, Arthur Rollini, Bob Zurke, Carmen Mastren, Bob Haggart, Ray Bauduc
- The Metronome All-Stars 1940: All-Star Strut. opgenomen met Harry James, Jack Teagarden, Benny Goodman, Benny Carter, Eddie Miller, Jess Stacy, Charlie Christian, Bob Haggart, Gene Krupa en bij de opname van King Porter Stomp bijkomend Ziggy Elman, Charlie Spivak, Jack Jenney, Toots Mondello, Charlie Barnet.
- Metronome All-Stars 1941: One O'Clock Jump/Bugle Call Rag. opgenomen met Harry James, Ziggy Elman, Cootie Williams, Tommy Dorsey, J.C. Higginbotham, Benny Goodman, Benny Carter, Toots Mondello, Coleman Hawkins, Tex Beneke, Count Basie, Charlie Christian, Artie Bernstein, Buddy Rich.
- Metronome All Star Leaders 1942: Cootie Williams, J. C. Higginbotham, Benny Goodman, Benny Carter, Charlie Barnet, Count Basie, Alvino Rey, John Kirby, Gene Krupa
- Metronome All Star Band 1946: Sonny Berman, Pete Candoli, Harry Edison, Neal Hefti, Rex Stewart, Cootie Williams, Will Bradley, Tommy Dorsey, Bill Harris, J.C. Higginbotham, Buddy DeFranco, Herbie Fields, Johnny Hodges, Georgie Auld, Flip Phillips, Harry Carney, Red Norvo, Teddy Wilson, Billy Bauer, Tiny Grimes, Chubby Jackson, Dave Tough en Sy Oliver resp. Duke Ellington (cond); als zangers op twee nummers met een kleinere All-Star-bezetting Frank Sinatra resp. June Christy
- Metronome All-Stars 1947: Dizzy Gillespie, Bill Harris, Buddy DeFranco, Flip Phillips, Nat King Cole, Billy Bauer, Eddie Safranski, Buddy Rich; op het nummer Metronome Riff bijkomstig met Stan Kenton & His Orchestra.
- Metronome All-Stars 1949: Overtime/Victory Ball. opgenomen met Dizzy Gillespie, Miles Davis, Fats Navarro, Jay Jay Johnson, Kai Winding, Buddy DeFranco, Charlie Parker, Charlie Ventura, Ernie Caceres, Lennie Tristano, Billy Bauer, Eddie Safranski, Shelly Manne en Pete Rugolo
- Metronome All-Stars 1950: Double Date & No Figs (composities van Lennie Tristano), met Dizzy Gillespie, Kai Winding, Buddy DeFranco, Lee Konitz, Stan Getz, Serge Chaloff, Lennie Tristano, Billy Bauer, Eddie Safranski, Max Roach
- Metronome All-Stars 1951: Local 802 Blues/Early Spring. opgenomen met George Shearing, Stan Getz, Miles Davis, Serge Chaloff, Lee Konitz, John LaPorta, Max Roach, Billy Bauer, Terry Gibbs, Eddie Safranski, Kai Winding
- Metronome All-Stars 1953: Roy Eldridge, Kai Winding, John LaPorta, Warne Marsh, Lester Young, Terry Gibbs, Teddy Wilson, Billy Bauer, Eddie Safranski, Max Roach, Billy Eckstine
- Metronome All-Stars 1956: Thad Jones, Eddie Bert, Tony Scott, Lee Konitz, Al Cohn, Zoot Sims, Serge Chaloff, Teddy Charles, Billy Taylor, Tal Farlow, Charles Mingus, Art Blakey. op het album Metronome All-Stars 1956 zijn ook Count Basie Orchestra met Ella Fitzgerald en Joe Williams te horen.

## Discografie
- The Metronome All-Star Bands (RCA Records)